# Pallavolo Virtus Sassuolo
El Pallavolo Virtus Sassuolo o simplemente Pallavolo Sassuolo fue un equipo de voleibol italiano de la ciudad de Sassuolo. 

## Historia
El equipo fue fundado en el 1972 y empezó disputando las divisiones regionales hasta cuando tres años más tarde ascendió a la Segunda división. En la temporada 1976/1977 a la Serie A1 y en la temporada 1980/1981 el equipo gana la Copa Italia derrotando en los tres partidos de la liguilla final el Pallavolo Torino, el Ariccia Volley y el Pallavolo Modena. La temporada siguiente participó a la Recopa de Europa llegando hasta los cuartos de finales y también se clasificó por los playoff de la Serie A1 siendo derrotada por el Pallavolo Torino con un doble 3-0.
En el 1984 el patrocinador dejó el equipo que sufrió dos descenso consecutivos; después de casi dos décadas en las divisiones regionales el equipo desapareció definitivamente en 2002.

## Palmarés
- Copa de Italia (1)

1980/1981